# Banner (Unix)
A  banner egy Unix program, melynek kimenetele egy nagyméretű kép ASCII karakterekből rajzolva. Leggyakrabban nagyméretű nyomtatott szövegek látványos különválasztására használják.
10 karakter fölött minden bemeneti változót külön sorba ír, ezért ha több szót szeretnénk egy sorba nyomtatni, a parancssor szabályai szerint jelezni kell, hogy a szóközök nem a bemeneti változó határait jelzik.
Ehhez hasonló program a figlet, amely több betűtípus használatára is alkalmas.

## Példa
Egy példa a terminálban futó banner program kimenetére:
```
$ banner Hello!
#     #                                   ###
#     #  ######  #       #        ####    ###
#     #  #       #       #       #    #   ###
#######  #####   #       #       #    #    #
#     #  #       #       #       #    #
#     #  #       #       #       #    #   ###
#     #  ######  ######  ######   ####    ###
```

Egy példa a Mac OS X-ben lévő, nyomtatásra optimalizált banner program kimenetére:
```
$ banner -w80 "a"
                         #####
                       ######### 
                    ###############        ###
                   ################      ###### 
                  ##################     ######## 
                  #####         #####    #########
                  ####           ####      ##  ### 
                  ###            ####           ## 
                  ###            ###            ## 
                  ###            ###           ### 
                   ####         ###           #### 
                     #############################
                   ############################## 
                  ############################## 
                  ############################ 
                  ########################### 
                  ### 
                  # 
                  #
```